# Arszen Georgijevics Avakov
Arszen Georgijevics Avakov (oroszul: Арсен Георгиевич Аваков; Dusanbe, Szovjetunió, 1971. május 28. –) tádzsikisztáni válogatott labdarúgócsatár.

## Pályafutása

### Klubcsapatokban
Futballpályafutását 1988-ban kezdte védőként a CSZKA Pamir csapatában. A Szovjetunió összeomlása után Ukrajnába ment, ahol a Temp Sepetyivka és a Torpedo Zaporizzsja színeit képviselte. Csatárként az ukrán bajnokság gólkirálya lett. 1996-ban szerződést írt alá az orosz Torpedo Moszkva klubbal, ahol 2000-ig játszott. 1997-ben kölcsönadták a Sinnyik Jaroszlavlnak, majd 1999-ben a Lokomotyiv Nyizsnyij Novgorodnak. Ezután csatlakozott az FK Uralanhoz, az együttessel sikerült az orosz első osztályba való feljutás. 2002-ben fejezte be a labdarúgó pályafutását.

### A válogatottban
1992 és 1997 között 10 mérkőzésen játszott a tádzsik válogatottban, és 5 gólt szerzett.

### Magánélete
A labdarúgó pályafutása befejezése után a családjával Moszkvában élt. Futballtehetségeket fedezett fel. A sajtóban összetévesztették egy másik Arszen Avakovval, az ukrajnai Harkivi terület kormányzójával.

## Sikerei, díjai

### Klubcsapattal
- A Pervaja Liga bajnoka: 1988

### Egyéni
- Az ukrán bajnokság gólkirálya: 1995

## Fordítás
- Ez a szócikk részben vagy egészben  az   Arsen Awakow (piłkarz) című lengyel Wikipédia-szócikk ezen változatának fordításán alapul.  Az eredeti cikk szerkesztőit annak laptörténete sorolja fel. Ez a jelzés csupán a megfogalmazás eredetét és a szerzői jogokat jelzi, nem szolgál a cikkben szereplő információk forrásmegjelöléseként.